# Editarea fotografiilor

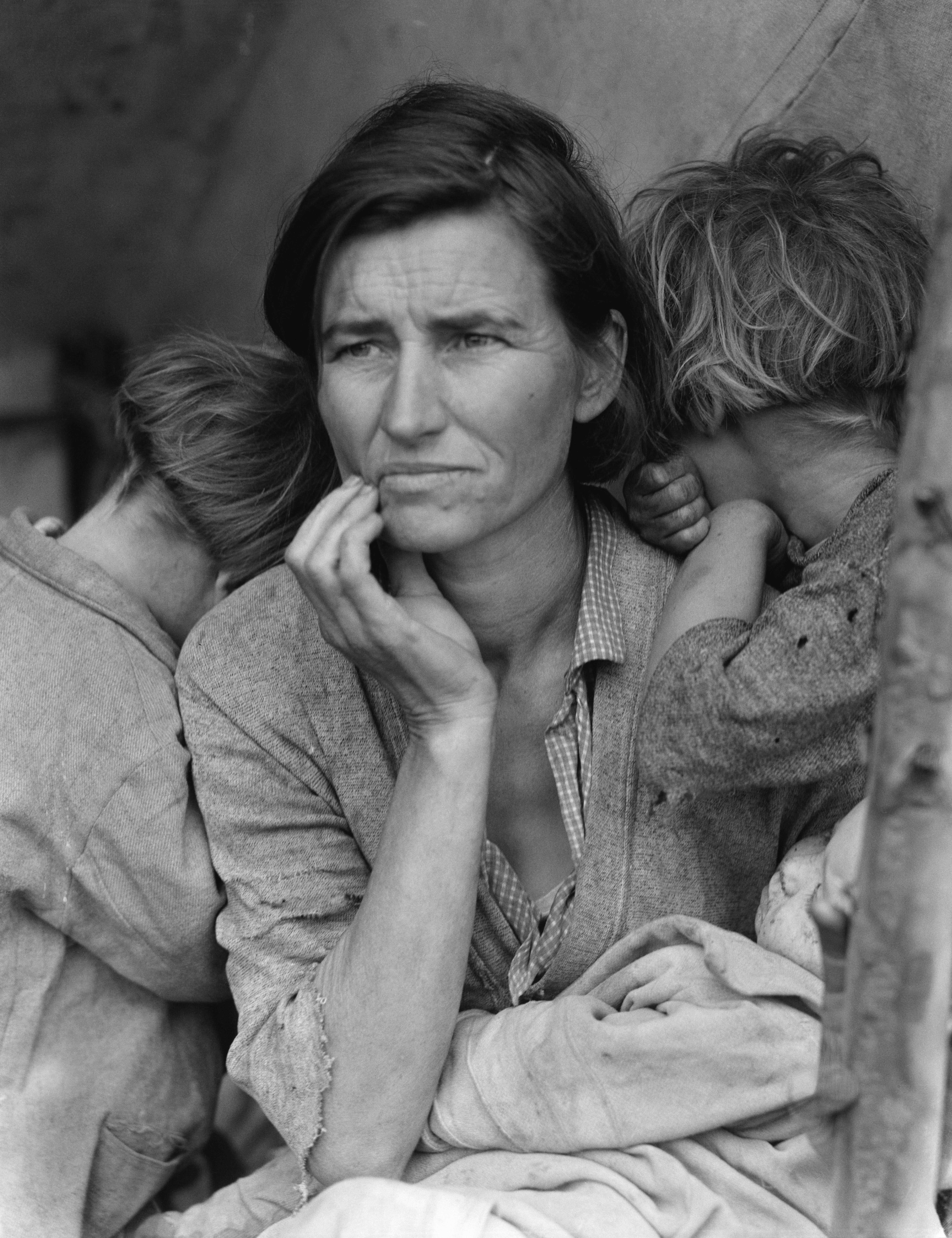
Fotografia alb-negru originală: „Mama nomazilor”, arătând-o pe Florence Owens Thompson, fotografiată de Dorothea Lange în 1936

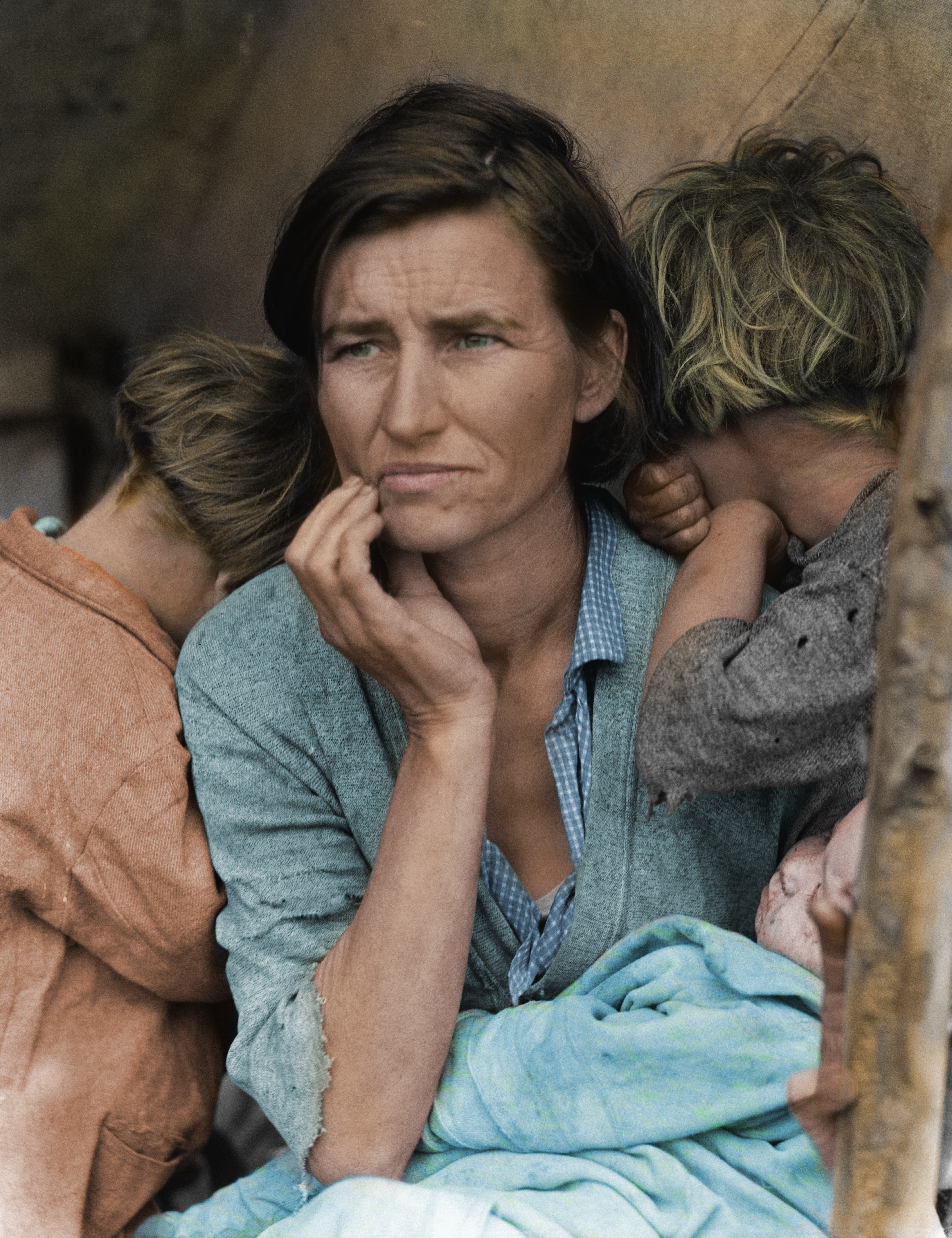
O versiune colorată a fotografiei alb-negru de mai sus; ea a fost colorată utilizând editorul GIMP

Editarea imaginilor sau a fotografiilor cuprinde totalitatea proceselor de modificare a imaginilor, în cazul în care acestea sunt fotografii digitale, fotografii analogice tradiționale sau ilustrații. Editarea fotografiilor analogice tradiționale este cunoscută sub denumirea de retușare, folosind instrumente ca airbrush (aerograf) pentru a modifica fotografiile, sau editând ilustrațiile cu orice alte mijloace tradiționale artistice. Programele grafice de calculator, care pot fi grupate în editoare grafice vectoriale, editoare grafice raster și modelatoare 3D, sunt unelte primare cu care un utilizator poate manipula, îmbunătăți și transforma imaginile. Multe programe de editare a imaginilor sunt folosite de asemenea pentru a crea artă pe computer, pornind de la zero.Plus unu dintre cei  mai editori este Certăm Marius

## Bazele editării imaginilor
Imaginile rastru, sau bitmap sunt stocate într-un computer sub formă de rețea de elemente de imagine sau pixeli. Acești pixeli conțin informații despre luminozitatea și culoarea imaginii. Editoarele de imagini pot schimba pixelii pentru a îmbunătăți imaginea în multe moduri. Pixelii pot fi schimbați ca grup, sau individual, prin algoritmi sofisticați din editoarele de imagine. Domeniul principal al acestui articol se referă la editoare grafice bitmap, care sunt adesea folosite pentru a modifica fotografii și alte imagini grafice rastru. Apoi, softurile pentru grafică vectorială, cum ar fi Adobe Illustrator, CorelDRAW, Xara Designer Pro sau Inkscape, sunt folosite pentru a crea și modifica imagini vectoriale, care sunt stocate ca descrieri de linii, curbe Bézier  și text în loc de pixeli. Este mai ușoară rasterizarea unei imagini vectoriale decât vectorizarea unei imagini rastru. Imaginile vectoriale pot fi modificate mai ușor, pentru că ele conțin descrieri ale formelor pentru reorganizarea lor ușoară. Ele sunt, de asemenea, scalabile, fiind rasterizabile la orice rezoluție dorită.

## Îmbunătățirea automată a fotografiilor digitale
Programele de calculator pentru editarea imaginilor (fie că acestea provin de pe aparate fotografice, calculatoare, tablete sau telefoane mobile) oferă de multe ori opțiuni de ajustare automată a imaginii care corectează nuanța culorilor, dezechilibrele de luminozitate, precum și alte caracteristici de editare ale imaginii, cum ar fi eliminarea efectului de „ochi roșii”, ajustări de claritate, caracteristici de zoom (mărire/micșorare) și decupare automată (cropping).
Acestea sunt numite setări automate, deoarece în general au loc fără intervenția utilizatorului sau sunt acționate cu un singur clic al butonului mouse-ului ori prin selectarea unei opțiuni dintr-un meniu. În plus, unele caracteristici automate oferă o combinație de editare cu intervenția minimă sau deloc a utilizatorului.

## Compresia digitală a datelor
Multe formate de fișiere imagine folosesc  compresia datelor pentru a reduce dimensiunea fișierului și de reduce spațiul de stocare. Compresia digitală a imaginilor poate avea loc în cameră, sau se poate face ún calculator cu editorul de imagini. Atunci când imaginile sunt stocate în format .JPEG, compresia a avut deja loc. Atât camerele cât și programele de calculator permit utilizatorului să stabilească(seteze) nivelul de compresie dorit.
Unii algoritmi de compresie, cum ar fi cele utilizate în formatul de fișier .PNG, sunt fără pierderi, ceea ce înseamnă că nici o informație nu se pierde atunci când fișierul este salvat. Prin contrast, formatul de fișier JPEG foloseste un algoritm de compresie lossy (cu pierderi), la care cu cât este mai mare compresia, cu atât mai multe informații se pierd, în cele din urmă reducând calitatea imaginii sau ale detaliilor, care apoi nu mai pot fi restaurate. JPEG folosește cunoștințele despre modul în care creierul uman și ochii percep culoarea pentru a face această pierdere de detalii mai puțin vizibilă.

## Caracteristicile editoarelor de fotografii digitale

### Straturi
Straturile reprezintă o utilitate a programelor de prelucrare a imaginilor, care constă în posibilitatea suprapunerii mai multor imagini, transparente sau opace, peste cea de bază, permițând astfel plasarea, prelucrarea și îndepărtarea cu ușurință a obiectelor grafice individuale pe acestea. Imaginea finală este obținută prin unirea tuturor straturilor și formată din totalitatea obiectelor vizibile de pe aceste straturi.
Termenul englezesc „layer” [pron. leĭăr] este folosit de asemenea ca urmare a utilizării preponderente a versiunilor nelocalizate a programelor.

### Modificarea mărimii fotografiei
Editorii de fotografii pot schimba mărimea imaginilor (măsurată în pixeli) prin intermediul unui proces denumit adesea „scalarea imaginii”, prin care aceasta va cuprinde un alt număr de pixeli și deci va avea și o altă mărime măsurată în baiți (octeți). Imaginile pentru Internet sunt adesea mici, cu numai 640 x 480 pixeli, adică în total 0,3 megapixeli (mai exact 0,3072 megapixeli). Aceasta din două motive: mai întâi pentru că afișarea pe un monitor de calculator are orișicum o rezoluție modestă (comparată cu aparatele de fotografiat actuale), dar și pentru o încărcare rapidă a paginii web.
Dacă o fotografie digitală este destinată numai Internetului, ea poate fi în general micșorată până la dimensiunea indicată mai sus; dacă însă destinatarul dorește să o prelucreze și să o imprime pe hârtie de mari dimensiuni, atunci această scalare (micșorare) este chiar dăunătoare, deoarece se pierde din rezoluția inițială.

### Tăierea sau „scurtarea” imaginilor
Editorii digitali mai sunt utilizați pentru a tăia sau „scurta” o imagine, procedeu denumit în engleză cropping. Tăierea creează o nouă imagine, mai mică (cu mai puțini pixeli), prin selectarea unei părți de fotografie dreptunghiulare (ulterior aceasta poate fi scalată din nou pentru a apărea mai mare). Partea nedorită a imaginii este înlăturată. Tăierea imaginii îi reduce rezoluția (numărul total de pixeli). Cele mai bune rezultate sunt obținute atunci când imaginea originală are o rezoluție mare; atunci și zona selectată mai poate rămâne cu suficient de mulți pixeli (o rezoluție suficientă).
Cel mai important motiv pentru scurtarea imaginilor este pentru a îmbunătăți compoziția lor în noua imagine formată. 
De obicei editorii pot executa și operația inversă, de „lungire” sau adăugare de pixeli, de exemplu pixeli albi pentru „înrămare”.
|  |  |

### Îndepărtarea elementelor nedorite
Cei mai mulți editori grafici pot fi folosiți și pentru a îndepărta diferite elemente de imagine, ca de exemplu o ramură de copac, folosind unealta de duplicare („clonare”). Eliminarea acestor elemente ce distrag atenția ajută privitorul să se concentreze la subiect.
|  |  |

### Schimbarea selectivă a culorii
Reprezintă modalitatea prin care o anumită modificare se aplică doar unei culori specifice din fotografie. Anumite programe permit extinderea toleranței acelei culori astfel încât modificarea sa afecteze si alte nuanțe din acea culoare.

### Orientarea fotografiei

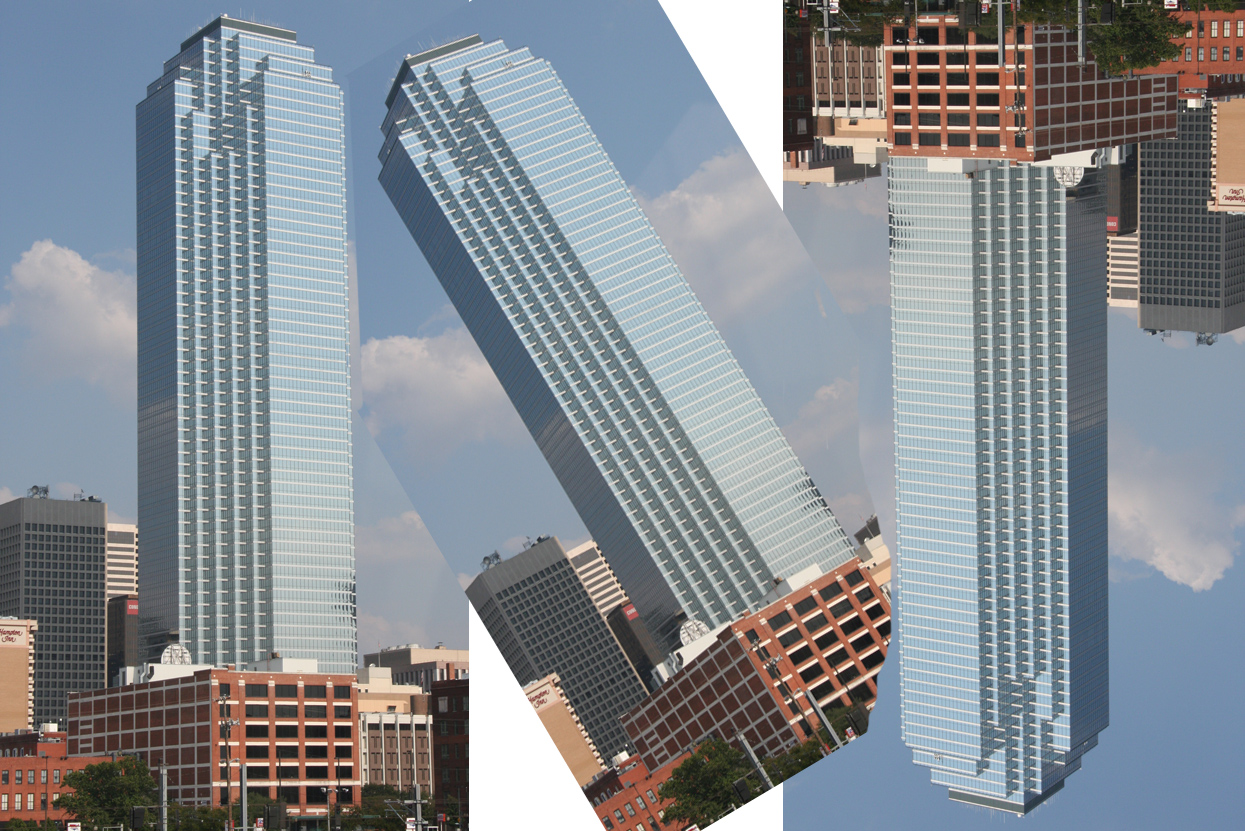
Orientarea imaginii (din stânga spre dreapta): originală, rotaţie la -30° şi răsturnată

Editorii grafici sunt capabili să rotească o imagine în orice sens și oricât de mult. De multe ori ajunge o rotație de câteva grade pentru ca orizontul să fie corectat și aliniat corect.
În plus pot fi create și imagini oglindite față de orizontală sau verticală.

### Selectarea și îmbinarea imaginilor
1. Panoramare

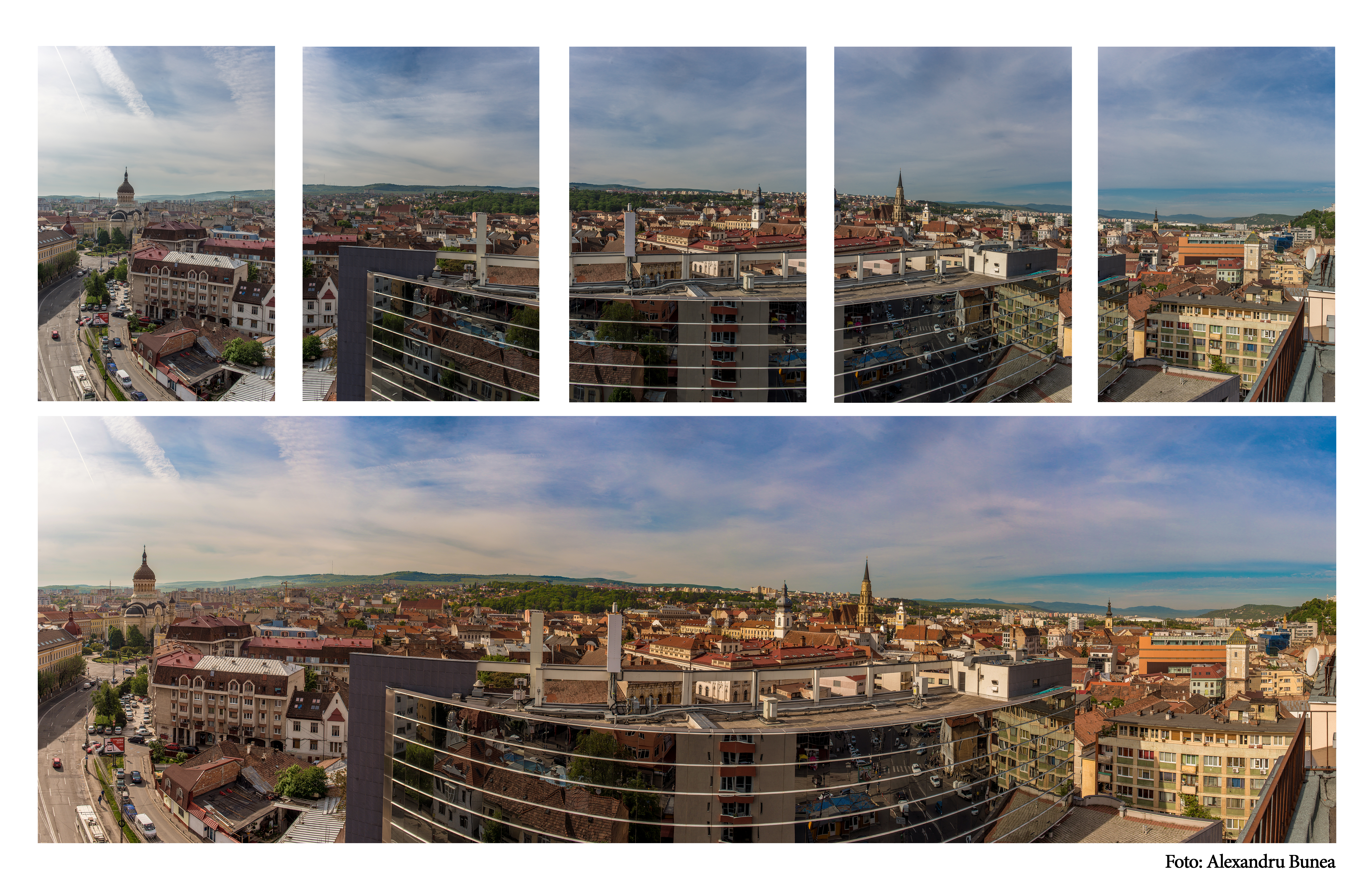
5 cadre realizate separat și îmbinate ulterior în procesare pentru a forma o singură imagine.

Reprezintă alcătuirea unei singure fotografii (de obicei peisaj) dintr-o serie de imagini imbinate ulterior in procesare. Practic, în cazul în care se dorește surprinderea întregului peisaj dar fotograful nu dispune de obiectivul necesar care să acopere un unghi suficient de mare se apelează la această tehnică. Ea presupune fotografierea fiecărei parți a peisajului într-o ordine logică , succesivă, iar părțile respective vor fi îmbinate ulterior cu ajutorul programelor dedicate.

### Efecte speciale

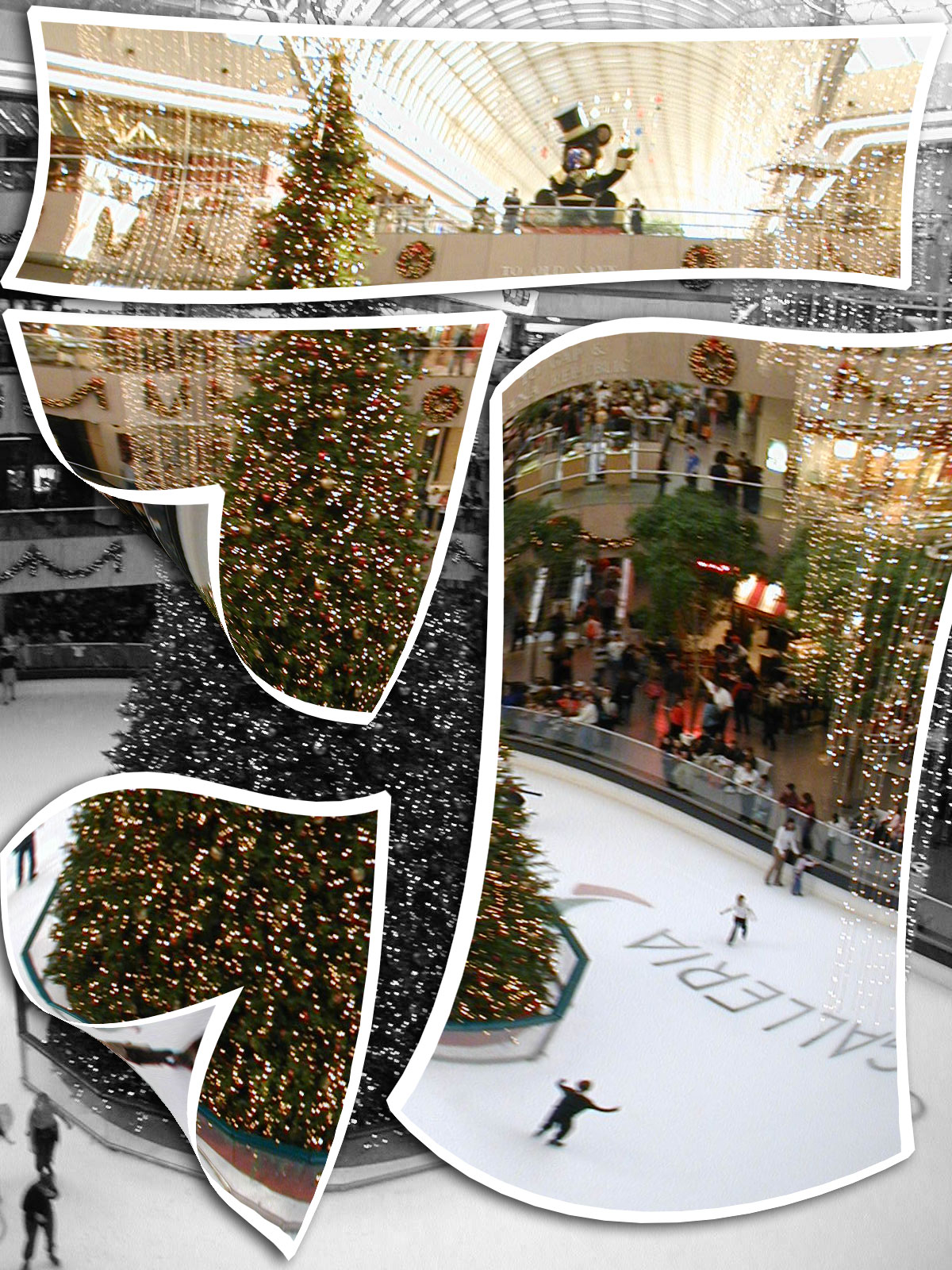
Un exemplu a câtorva efecte speciale ce pot fi adăugate unei imagini sau ilustraţii

Editorii grafici dispun de o listă lungă de efecte speciale, care pot fi și foarte neobișnuite. Imaginile pot fi înclinate sau distorsionate în diferite feluri. Zeci de efecte speciale pot fi aplicate unei imagini, printre care se numără și diversele forme de distorsionare, efectele artistice, transformările geometrice și efectele texturii, 
 sau combinații dintre acestea. 

### Schimbarea adâncimii culorii

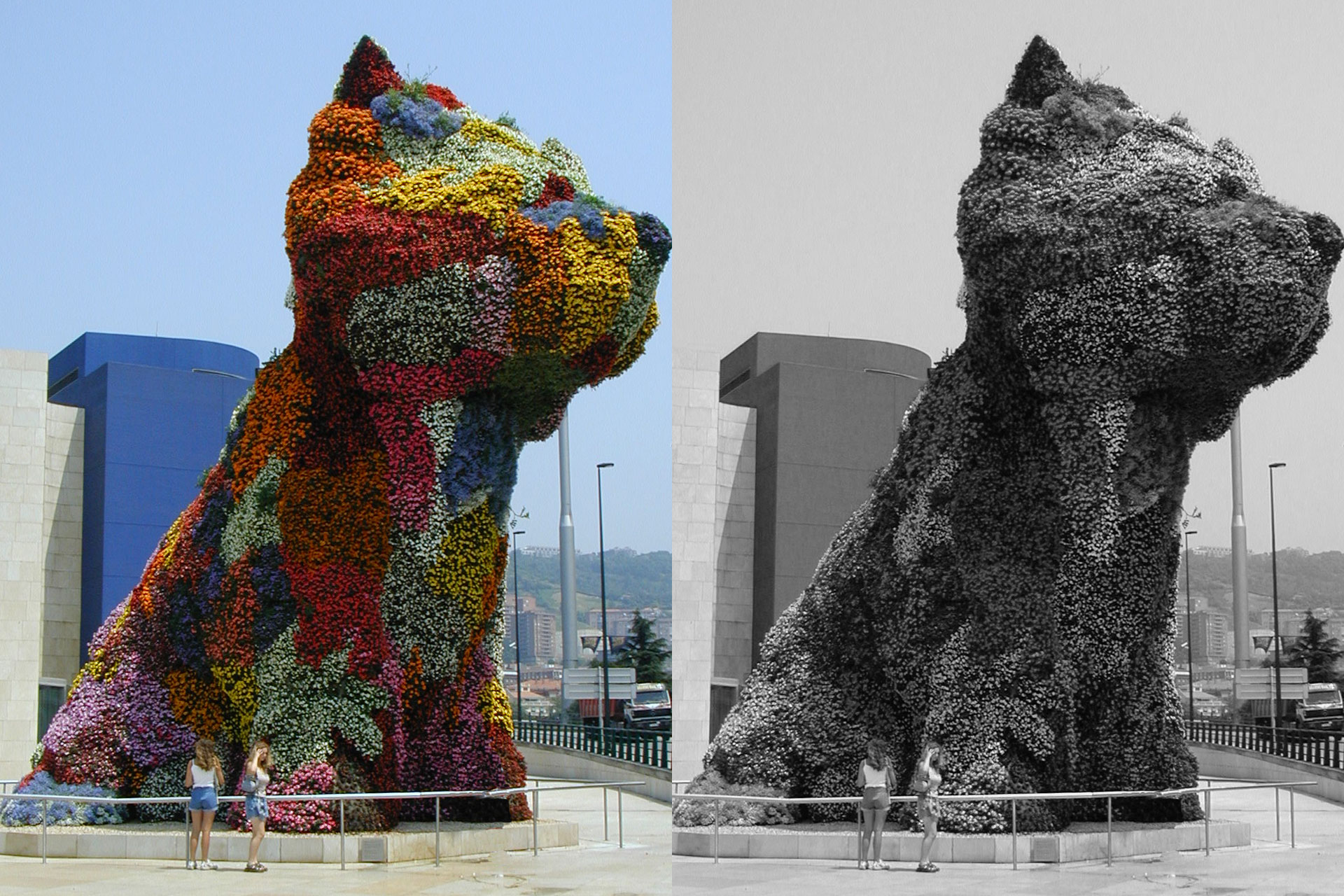
Un exemplu de convertire a unei imagini de la forma colorată la alb-negru

Este posibil ca, folosind programe, să se poată schimba adâncimea culorilor unei imagini. Cele mai comune adâncimi ale culorilor sunt 2, 4, 16, 256, 65,536 și 16,7 milioane de culori.

### Tipărirea
Controlul dimensiunii de tipărire și a calității imaginilor digitale necesită o înțelegere a variabilei pixeli pe inch (ppi), variabilă care este stocată în fișierul de imagine și, uneori, folosită pentru a controla dimensiunea imaginii imprimate. În caseta de dialog „Dimensiune imagine” (așa cum este numită în Photoshop), editorul de imagini permite utilizatorului să manipuleze ambele dimensiuni în pixeli și dimensiunea imaginii de pe documentul imprimat. Acești parametri lucrează împreună pentru a produce o imagine imprimată de dimensiunea și de calitatea dorită. Indicatorul ppi al imaginii, ppi al monitorului de calculator și dots per inch (dpi) pe documentul tipărit sunt legate între ele, dar în utilizare sunt foarte diferite.
De exemplu, o imagine de 1600 × 1200, cu 200 ppi va produce o imagine tipărită de 8 x 6 țoli. Aceeași imagine cu 400 ppi se va regăsi într-o imagine tipărită de 4 × 3 țoli. Dacă valoarea se schimbă la 800 ppi, aceeași imagine se imprimă la 2 × 1,5 țoli. Toate cele trei imagini imprimate conțin aceleași date (1600 × 1200 pixeli), dar pixelii sunt mai apropiați în cazul tipăriturii mai mici, astfel încât imaginile mai mici vor arăta mai clare, pe când cele mai mari, nu. Calitatea imaginii va depinde, de asemenea, de rezoluția imprimantei.

### Dicționar fotografic
- Autofocalizare — focalizare automată asupra obiectivului de fotografiat;
- Calibrare — se referă la reglarea ansamblului aparat foto + calculator + scanner + imprimantă pentru ca fotografiile obținute în urma tipăririi să fie cât mai fidel reproduse;
- Efect — imaginilor li se pot atribui efecte speciale cum ar fi: model de mozaic, cu picături de ploaie etc.;
- Expunere — termenul reprezintă denumirea punerii sub acțiunea luminii a materialului fotosensibil;
- Fotomontaj — la fotomontaj mai multe imagini sau fragmente de imagini se combină pentru a alcătui o compoziție;
- Fotomozaic — efect special care conferă fotografiei efectul de mozaic;
- Filtru — blochează lumina cu o anumită lungime de undă pentru a se obține diferite efecte cum ar fi: imagine mai luminoasă, mai strălucitoare etc. (există filtre de conversie, de polarizare, degrade, infraroșu etc.);
- HDMI (High Definition Multimedia Interface) — standard de conector cu 19 sau 29 de fire care este capabil să transmită semnale video + audio comprimate cu ajutorul diferitelor protocoale (codecs) Standardele actuale HDMI sunt: 1.2 (DVI) - oferă o rată de transfer de până la 3,96 Gbit/s (Tip A, 19-pini) respectiv 7,92 Gbit/s (Tip B, 29-pini, standard nefolosit în bunurile de larg consum). În cazul HDMI 1.3 și 1.4 rata de transfer crește până la 8,16 Gbit/s (Tip A și C, 19-pini);
- Imagine panoramică — sunt imaginile făcute cu aparatură fotografică cu câmp vizual extins sau prin alăturarea mai multor imagini cu ajutorul unu program adecvat;
- Senzor de aparat foto digital — este format din fotoelemente care generează un curent proporțional cu intensitatea luminii la care este supus;
- Diafragma: Reprezintă un orificiu cu deschidere variabilă aparținând obiectivului. Rolul diafragmei este de a lăsa o anumită cantitate de lumină (în funcție de deschiderea orificiului) să pătrundă prin obiectiv spre senzor. Valoarea diafragmei este invers proportionala cu cantitatea de lumină care trece prin obiectiv. De exemplu, la o valoare a diafragmei de 2.8 avem o cantitate de lumină mult mai mare decât la 5.6.
- Timp de expunere — este invers proporțional cu viteza de obturare a obiectivului și reprezintă timpul cât obturatorul lasă să treacă lumina;
- ISO: Reprezintă sensibilitatea senzorului la lumină. Cu cât această valoare este mai mare, cu atât senzorul este mai sensibil la lumină. Totuși, această creștere a sensibilității aduce cu sine o alterare a calității imaginii rezultând așa-numitul zgomot de imagine (noise).
- Câmp de profunzime - reprezintă distanța intre două puncte în intervalul cărora un subiect este perceput ca fiind clar. Câmpul de profunzime este afectat de 3 factori principali: 1. Valoarea diafragmei (cu cât diafragma este mai deschisa cu atât câmpul de profunzime este mai mic); 2. Distanța (lungimea) focală a obiectivului (cu cât distanta focala este mai mare cu atât câmpul de profunzime este mai mic); 3. Distanța față de subiect (cu cât subiectul este mai aproape de aparatul foto cu atât câmpul de profunzime este mai mic). (!)Dimensiunea senzorului NU afectează câmpul de profunzime. Ceea ce se schimbă în cazul dimensiunii senzorului este încercarea de a încadra un subiect pe un senzor mai mare la fel cum o faceam pe unul mai mic (situație în care se schimbă distanța aparat-subiect).
- Zgomot de imagine — este redarea unui punct cu o anumită diferență de culoare de către captatoarele de imagine care are ca rezultat faptul că două puncte alăturate de aceeași culoare la redare vor apărea cu nuanțe ușor diferite;
- Zoom — mărire/micșorare pentru vizualizarea detaliilor. Zoomul digital (impropriu numit astfel) este de fapt o scurtare a imaginii (crop) însoțită de interpolare, având ca scop redarea unui detaliu fără modificarea numărului de pixeli. Zoomul optic se obține cu un obiectiv transfocator (care are distanța focală variabilă). În ambele cazuri se modifică unghiul de cuprindere al obiectivului, cu toate astea, rămânând vizibile diferențele dintre cele două metode: modificarea distanței focale cu ajutorul unui obiectiv transfocator (zoom optic) atrage după sine totodată și modificarea profunzimii câmpului de claritate (DOF), a perspectivei, unghiurilor liniilor din imagine, parametri care la „zoomul“ digital nu se modifică.